# Chrysosplenium carnosum
Chrysosplenium carnosum är en stenbräckeväxtart som beskrevs av Joseph Dalton Hooker och Thoms.. Chrysosplenium carnosum ingår i släktet gullpudror, och familjen stenbräckeväxter. Inga underarter finns listade i Catalogue of Life.